# Odemira
Odemira – miejscowość w Portugalii, leżąca w dystrykcie Beja, w regionie Alentejo w podregionie Alentejo Litoral. Miejscowość jest siedzibą gminy o tej samej nazwie.

## Demografia
| Liczba ludności gminy Odemira (1801–2011) | Liczba ludności gminy Odemira (1801–2011) | Liczba ludności gminy Odemira (1801–2011) | Liczba ludności gminy Odemira (1801–2011) | Liczba ludności gminy Odemira (1801–2011) | Liczba ludności gminy Odemira (1801–2011) | Liczba ludności gminy Odemira (1801–2011) | Liczba ludności gminy Odemira (1801–2011) | Liczba ludności gminy Odemira (1801–2011) | Liczba ludności gminy Odemira (1801–2011) |
| ----------------------------------------- | ----------------------------------------- | ----------------------------------------- | ----------------------------------------- | ----------------------------------------- | ----------------------------------------- | ----------------------------------------- | ----------------------------------------- | ----------------------------------------- | ----------------------------------------- |
| 1801                                      | 1849                                      | 1900                                      | 1930                                      | 1960                                      | 1981                                      | 1991                                      | 2001                                      | 2004                                      | 2011                                      |
| 6390                                      | 11 669                                    | 20 489                                    | 32 541                                    | 43 999                                    | 29 463                                    | 26 418                                    | 26 106                                    | 25 738                                    | 26 036                                    |

## Sołectwa
Sołectwa gminy Odemira (ludność wg stanu na 2011 r.):
- Bicos (549 osób)
- Boavista dos Pinheiros (1633)
- Colos (1005)
- Longueira/Almograve (1356)
- Luzianes-Gare (429)
- Pereiras-Gare (271)
- Relíquias (931)
- Sabóia (1152)
- Santa Clara-a-Velha (602)
- Santa Maria (1301)
- São Luís (1989)
- São Martinho das Amoreiras (1006)
- São Salvador (1818)
- São Teotónio (5527)
- Vale de Santiago (554)
- Vila Nova de Milfontes (5001)
- Zambujeira do Mar (912)